# Tōhoku Shinkansen

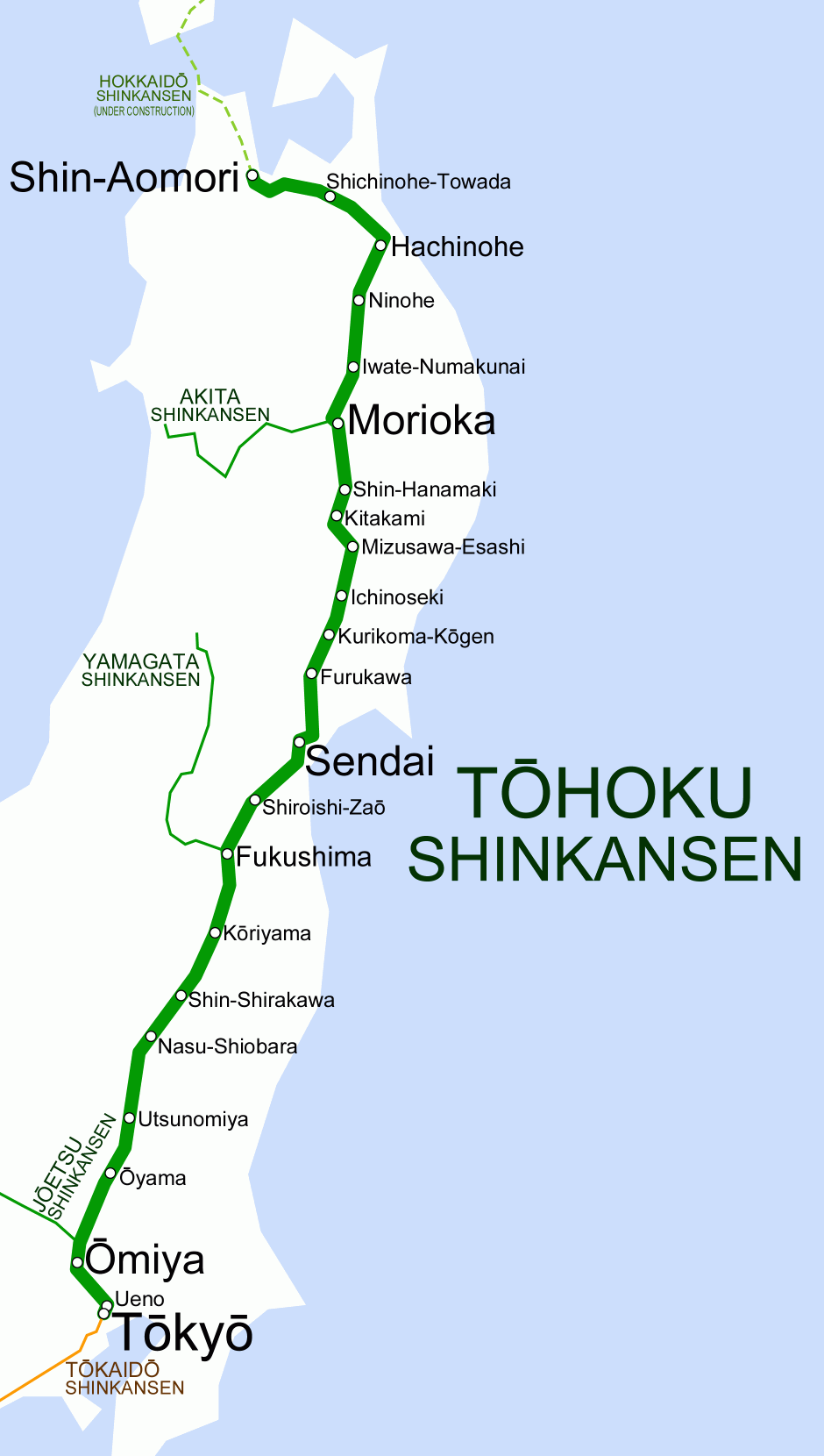
Rota da linha Tōhoku Shinkansen

Tōhoku Shinkansen (em japonês, 東北新幹線) é uma linha de alta velocidade, ligando Tóquio com Hachinobe na Prefeitura de Aomori, num total de 593 km, sendo a linha Shinkansen mais longa do Japão. Circula através da região menos povoada de Tōhoku, na principal ilha japonesa de Honshu. Tem duas linhas afluentes, a Yamagata Shinkansen e a Akita Shinkansen, que não são vistas no diagrama. A linha é operada pela empresa privada East Japan Railway Company.

## Cronograma
- 28 de Novembro de 1971: início da construção da linha.[carece de fontes?]
- 23 de Junho de 1982: abre a secção Omiya–Morioka.
- 14 de Março de 1985: abre a secção Ueno-Omiya.
- 20 de Junho de 1991: abre a secção Tóquio–Ueno.
- Outubro de 1998: mil-milionésimo passageiro transportado nas linhas Shinkansen Tōhoku, Joetsu e Nagano.
- 1 de Dezembro de 2002: sabre a secção Morioka-Hachinobe.

Está em fase de construção uma extensão da linha desde Hachinobe até Aomori, estando prevista a sua conclusão por volta de 2010. Desde Aomori, a construção pretende continuar a linha sob o nome de Hokkaido Shinkansen, passando através do túnel de Seikan, o mais longo do mundo até Shin-Hakodate em Hokkaido, e eventualmente todo o caminho até Sapporo.
O terreno montanhoso por onde a linha passa necessita em grande parte do apoio de túneis. O túnel de Iwate Ichinobe no troço Morioka-Hachinobe, completado em 2000, foi fugazmente o túnel mais longo do mundo com 25,8 km, mas em 2005 foi ultrapassado pelo túnel Hakkoda na extensão até Aomori, com 26,5 km. O túnel de Lötschberg na Suíça ultrapassou-os aos dois.

## Comboios
Estão em funcionamento três tipos de comboios a operar nesta linha:[carece de fontes?]
- Hayabusa, expresso Tóquio–Shin-Aomori, iniciado em Março de 2011.
- Hayate, expresso Tóquio–Shin–Aomori, iniciado em Dezembro de 2002.
- Yamabiko, expresso Tóquio–Sendai, e serviço local até Morioka, começado a Junho de 1982.
- Nasuno, serviço local em Tóquio–Koriyama, desde 1995.

Um comboio foi retirado de serviço:
- Aoba, serviço local desde Junho de 1982 até Outubro de 1997 (sendo consolidado pelo Nasuno).